# Roxana Dumitrescu
Roxana Daniela Dumitrescu (* 27. Juni 1967 in Urziceni) ist eine ehemalige rumänische Florettfechterin.

## Erfolge
Roxana Dumitrescu gehörte zur rumänischen Mannschaft bei den Olympischen Spielen 1992 in Barcelona. Sie erreichte mit der rumänischen Equipe das Halbfinale, in dem sich Italien mit 9:3 durchsetzte. Das anschließende Gefecht um Rang drei gegen das Vereinte Team wurde mit 8:8 Gefechten und 60:55 Treffern knapp gewonnen, sodass Dumitrescu gemeinsam mit Laura Badea-Cârlescu, Claudia Grigorescu, Elisabeta Guzganu und Reka Szabo die Bronzemedaille erhielt.